# 巴勒斯坦 (印第安納州富蘭克林縣)
巴勒斯坦（英語：Palestine）是位於美國印地安納州富蘭克林縣的一個非建制地區。該地的面積和人口皆未知。